# Camila Nobre
Camila do Carmo Nobre de Oliveira (10 de junho de 1988) é uma ex-jogadora profissional de futebol e futsal brasileira. Ela jogou como meio-campista pela seleção feminina da Guiné Equatorial, mas posteriormente foi considerada inelegível.

## Carreira
Nobre tem passagens por diferentes clubes, entre eles São José Esporte Clube, Audax e Madrid CFF.
Ela jogou por universidades brasileiras na Universíada de Verão de 2013, em Kazan, na Rússia. Disputou cinco partidas durante o torneio, sendo reserva não utilizada na semifinal contra a Grã-Bretanha.

### Controvérsia da nacionalidade
De 2012 a 2016, Nobre disputou a seleção feminina de futebol da Guiné Equatorial, apesar de não ter ligação com a nação africana. Ela fez parte da equipe que venceu o Campeonato Africano de 2012.
Segundo a Federação Paulista de Futebol, com base em sua certidão de nascimento original, seu nome completo é Camila do Carmo Nobre de Oliveira e nasceu em 10 de junho de 1988 em São Paulo. Estes dados não correspondem às informações que a Guiné Equatorial apresentou à Confederação Africana de Futebol (CAF) por ocasião do Campeonato Africano de 2012. Lá, com base no passaporte equatoguineense que o país africano lhe deu, seu nome completo era Camila Maria Nobre de Carmo e sua data de nascimento era 10 de julho de 1994. Além disso, a lista publicada pela CAF informava que na época ela jogava pelo time local equatoguineense E Waiso Ipola, quando, na verdade, assinou contrato com o São José Esporte Clube do Brasil. Ela aproveitou sua idade falsa para competir no torneio qualificatório para a Copa do Mundo Sub-20 de 2014.
No dia 11 de abril de 2016, Nobre foi punida pela FIFA com suspensão de dez partidas, a cumprir nas próximas partidas da seleção representativa da Guiné Equatorial para as quais seria elegível, além de multa, repreensão e uma advertência, com base no art. 61 parágrafos 1 e 2 da FDC. Em 4 de agosto de 2016, seu caso de dupla identidade levou a CAF a desqualificar a seleção feminina da Guiné Equatorial da Copa das Nações Africanas de 2016 e as subsequentes suspensões das edições de 2018 e 2020.
Em 5 de outubro de 2017, a FIFA determinou que os outros dez jogadores de futebol nascidos no Brasil que jogaram pela Guiné Equatorial no Torneio de Qualificação Olímpica Feminina da CAF 2015 eram inelegíveis. A sanção veio do regulamento original de abril, envolvendo Camila Nobre.